# Hanumanus senilis
Hanumanus senilis là một loài bọ cánh cứng trong họ Ptinidae. Loài này được Kiesenwetter miêu tả khoa học năm 1879.